# 中神星
中神星（56 Melete）是第56颗被人类发现的小行星，于1857年9月9日发现。中神星的直径为113.2千米，质量为1.5×1018千克，公转周期为1526.839天。
中神星以希臘神話的波歐提亞繆斯梅萊特命名。